# Adam Lisowski
Adam Lisowski (biał. Адам Язэпавіч Лісоўскі, Adam Jazepawicz Lisouski, ros. Адам Иосифович Лисовский, Adam Iosifowicz Lisowski; ur. 18 stycznia 1884 w Korędach, zm. 9 października 1929 w Warszawie) – białoruski duchowny rzymskokatolicki służący na ziemiach zabranych, w Białoruskiej SRR, a następnie w Polsce; działacz początków białoruskiego ruchu narodowego i religijnego, zwolennik wprowadzenia języka białoruskiego w kościele; zarazem współpracował z mińskimi Polakami, wspierał tajne polskie nauczanie i umacnianie polskości na Mińczyźnie, członek Polskiego Towarzystwa „Oświata” w Mińsku; wykładowca, tłumacz fragmentów Nowego Testamentu na język białoruski; represjonowany przez władze radzieckie.

## Życiorys

### Młodość i działalność w Imperium Rosyjskim

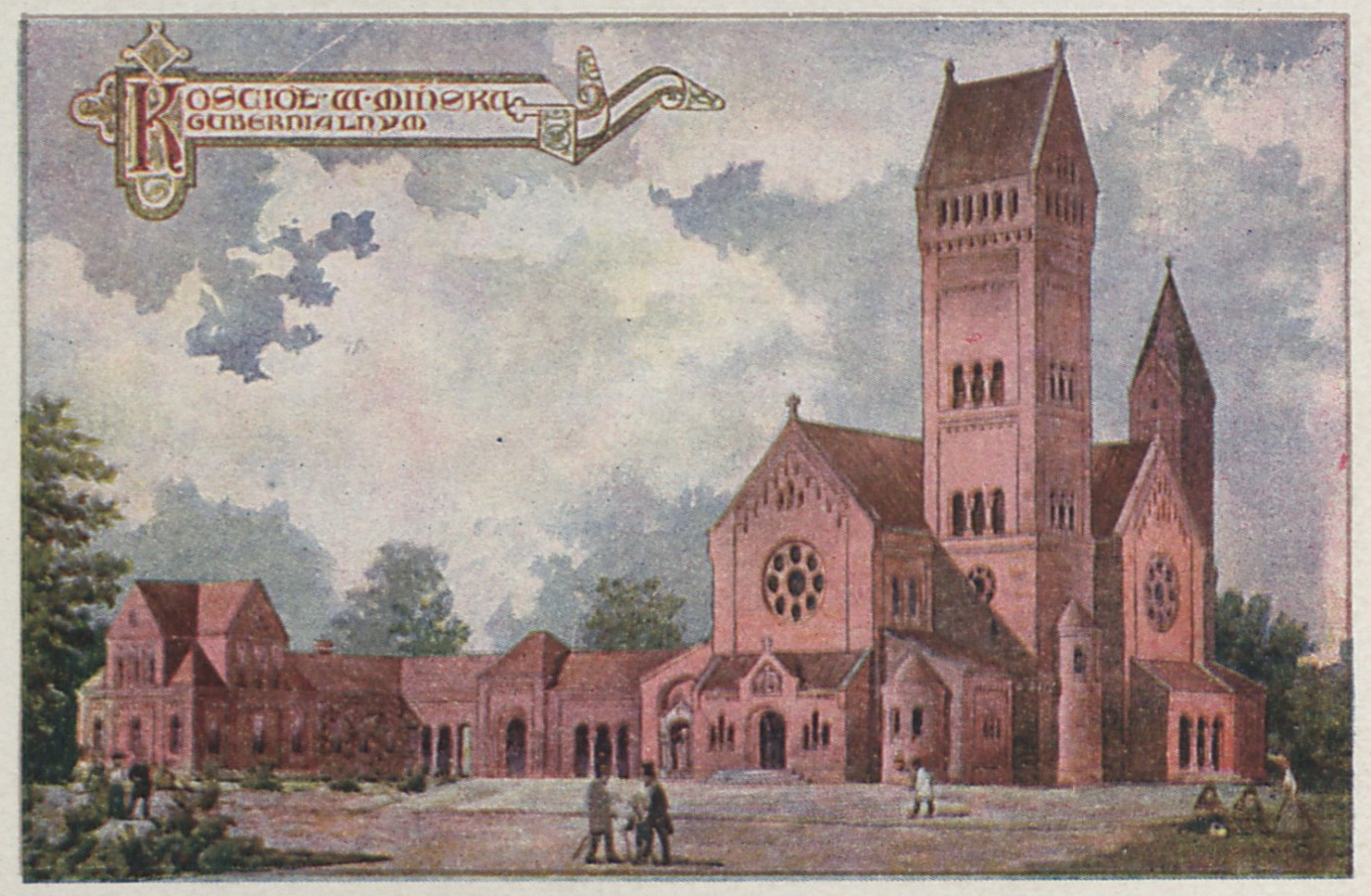
Kościół św. Szymona i św. Heleny w Mińsku, w którym Adam Lisowski wykonywał w 1911 roku obowiązki administratora

Urodził się 18 stycznia (6 stycznia st. st.) 1884 roku (według innego źródła – w 1883) we wsi Korędy, w powiecie oszmiańskim guberni wileńskiej Imperium Rosyjskiego. Jego rodzice – Jazep i Franciszka – byli świadomymi narodowo Białorusinami wyznania katolickiego. W latach 1899–1903 uczył się w Wileńskim Duchownym Seminarium Katolickim. Po jego zakończeniu kontynuował naukę w Cesarskiej Rzymskokatolickiej Akademii Duchownej w Petersburgu. W tym okresie stał się bliskim znajomym wykładowcy języka greckiego Branisłaua Epimacha-Szypiły i administratora archidiecezji mohylewskiej S. Danisewicza. Wracając do rodzinnej wsi na wakacje, rozpowszechniał wśród jej mieszkańców i okolicznych sąsiadów białoruskie książki, m.in. Smyk biełaruski M. Buraczka. W 1906 roku ukończył Akademię otrzymując stopień magistra teologii. W 1907 roku otrzymał święcenia kapłańskie. W latach 1908–1909 uzupełniał wiedzę w Innsbrucku, a następnie w latach 1909–1910 – w Monachium.
Działalność duszpasterską rozpoczął jako wikariusz w kościele Wniebowzięcia Najświętszej Maryi Panny w Mohylewie. Od 1910 roku służył w parafiach św. Trójcy i św. Rocha w Mińsku. W 1911 roku wykonywał obowiązki administratora w kościele św. Szymona i św. Heleny w Mińsku. Współpracował z mińskimi Polakami, wchodził w skład Rady Polskiego Towarzystwa „Oświata” w Mińsku – organizacji wspierającej tajne polskie nauczanie i umacnianie polskości na Mińszczyźnie. W latach 1912–1914 pracował w Moskwie, wykładając Prawo Boże w świeckich instytucjach edukacyjnych. Następnie służył jako proboszcz w parafii Horodyszcze na Pińszczyźnie. Od 1916 roku był administratorem i dziekanem w Ihumeniu.

### Działalność w okresie rewolucyjnym i w Białoruskiej SRR
Po rewolucji lutowej w Rosji w 1917 roku Adam Lisowski brał czynny udział w życiu politycznym białoruskiego ruchu narodowego. Wchodził w skład Chrześcijańskiego Związku Demokratycznego. Uczestniczył w organizacji w Mińsku 24–25 maja 1917 roku I Zjazdu Białoruskiego Duchowieństwa Katolickiego. Przygotował na niego referat pt. Białoruski ruch i jego stosunek do życia kościelnego, a także do akcji katolickiej na Białorusi, wygłoszony przez ks. Adama Stankiewicza. Występował za białorutenizacją życia narodowego i religijnego, popierał wprowadzenie języka białoruskiego do kościoła.
W latach 1918–1922 pracował jako proboszcz parafii Koraliszczewicze i administrator w parafii Annopol. W 1921 roku został mianowany przez biskupa Zygmunta Łozińskiego wikariuszem generalnym części diecezji mińskiej w Białoruskiej SRR. Na początku lat 20. był proboszczem, a później administratorem katedry w Mińsku. W 1922 roku stanął na czele dekanatu mińskiego. Wystąpił przeciwko konfiskacie własności kościelnej przez władze radzieckie. 31 maja 1922 roku został aresztowany przez GPU pod zarzutem działalności kontrrewolucyjnej. Skazano go na karę śmierci przez rozstrzelanie, zamienioną potem na 5 lat więzienia. Przebywał w więzieniach w Mińsku, moskiewskich Butyrkach i Jarosławiu.

### Działalność w Polsce
28 kwietnia 1924 roku (według innego źródła – w 1925 roku) Adam Lisowski został przekazany władzom polskim na mocy umowy o wymianie więźniów pomiędzy II Rzecząpospolitą i ZSRR. Po zamieszkaniu w Polsce pełnił funkcję honorowego kanonika Pińskiej Kapituły, administratora w parafii Horodyszcze koło Pińska, a następnie proboszcza w parafii Wyszki. Zmarł 9 października 1929 roku w Warszawie. Został pochowany w Kleszczelach.

## Tłumaczenia
Adam Lisowski przetłumaczył na język białoruski księgi Nowego Testamentu: Apokalipsę św. Jana, Dzieje Apostolskie, Listy Św. Pawła: do Rzymian, do Galatów, Pierwszy i Drugi listy do Koryntian.